# La Maison qui tue
Pour plus de détails, voir Fiche technique et Distribution.
La Maison qui tue (The House That Dripped Blood) est un film britannique du genre horreur réalisé par Peter Duffell, sorti en 1971. Il s'agit d'un film à sketches au dénominateur commun : la maison d'un acteur ayant disparu dans des circonstances mystérieuses.

## Synopsis
Un acteur, star du cinéma d'horreur dénommé Paul Henderson a mystérieusement disparu. L'inspecteur Holloway, mandaté par Scotland Yard, se rend immédiatement sur place pour enquêter. 
Il rencontre des membres de la police locale, l'agent immobilier de la maison (qui s'appelle Stoker, sans aucun doute un clin d'œil à l'écrivain Bram Stoker auteur de Dracula) et entend de curieuses histoires sur les précédents occupants de la demeure : 
- le premier récit (Method For Murder) concerne un écrivain, auteur de roman d'horreur dénommé Charles Hillyer qui se retrouve confronté à un étrangleur sorti de ses propres récits. Celui-ci, pourtant fictif, prend vie sous les yeux horrifié de l'écrivain et le personnage prénommé Dominic s'en prend à son épouse puis s'attaque à son psychiatre, mais le romancier perdu dans son délire n'est il pas victime d'une odieuse machination ?
- la deuxième histoire (Waxworks) met en scène deux hommes, Un courtier en valeurs mobilières à la retraite (interprété par Peter Cushing) rencontre l'auteur des personnages en cire en visitant son musée, le jaquelin's museum of horror. Le courtier semble obsédé par la statue d'une femme que l'artiste présente comme son épouse une criminelle qui a tué un homme avant de mettre sa tête sur un plateau à l'instar de la légende biblique de Salomé. Le courtier s'en va mais la nuit, en rêve, il se rend de nouveau au musée. Un de ses amis dénommé Melville le réveille en lui rendant une visite surprise et petit à petit on se rend compte que les deux hommes ont la même obsession pour cette femme. Ils se rendent tous deux au musée de cire et Melville est, à son tour troublé. Ils se promettent alors de ne jamais retourner au musée, mais que valent les promesses lorsqu'on est en proie à une obsession ?
- le troisième récit (Sweets to the Sweet) narre les aventures d'une fillette mélancolique et peureuse prénommé Jane, prise en charge par une perceptrice, madame Norton sous la surveillance d'un père très autoritaire (interprété par Christopher Lee). Le père refuse que sa fille soit scolarisée en raison d'un comportement mystérieux. La petite fille n'est pas seulement mélancolique ou craintive, car elle cache un lourd secret. Petit à petit, Jane se prend d'affection pour la fillette et tente le mieux qu'elle peut à procéder à son éducation, malgré le fait qu'elle n'ait ni camarade, ni jouets, ni jeux. La préceptrice demande des explications à son père qui lui explique qu'il est encore trop tôt. Jane décide cependant de lui acheter des jouets dont une poupée mais son père s'oppose à ce type de jouet sans donner d'explications. En fait l'homme a peur de sa fille qui cache en elle un don très particulier et Jane finit par comprendre de quoi il s'agit, mais un peu trop tard pour sauver son hôte.
- la quatrième et dernière histoire (The Cloak) revient sur le sort de l'acteur recherché par le policier au début du film. Cet acteur est habitué à interpréter des films d'épouvante, mais petit à petit, le soir, vêtu d'une cape acquise dans une vieille boutique situé au centre d'un village, l'homme semble être convaincu de se transformer en vampire. Est il seulement victime de son imagination, ou a-t-il simplement perdu la raison ? Cette dernière partie possède la particularité humoristique de tourner les films d'horreur en dérision.

Le récit se termine par la visite de la maison par l'inspecteur Holloway en pleine nuit qui cherche à comprendre pourquoi cette maison a si mauvaise réputation et connaître les vraies raisons de la disparition de l'acteur en fouillant les sous-sols du bâtiment, mais son désir de vouloir résoudre son enquête à tout prix, va lui être fatal. Stoker, l'agent immobilier, apparaît ensuite pour expliquer les raisons de la malédiction de cette maison.

## Fiche technique
- Titre original : The House That Dripped Blood
- Titre en français : La maison qui tue
- Réalisation : Peter Duffell
- Scénario : Robert Bloch
- Production : Paul Ellisworth
- Musique : Michael Dress
- Pays d'origine :  Royaume-Uni
- Format : couleur
- Durée : 100 minutes
- Genre : Film d'horreur, Fantastique
- Dates de sortie : 
  -  Royaume-Uni : 22 février 1971
  -  France : 27 novembre 1974

## Distribution
- Trame 
  - John Bryans (VF : Philippe Dumat) : A.J. Stoker
  - Jonh Bennet : Holloway
  - John Malcolm : L'inspecteur de police
- Method for murder
  - Denholm Elliott (VF : Roland Ménard) : Charles Hillyer
  - Tom Adams (VF : Philippe Ogouz) : Richard / Dominic
  - Hugh Manning (VF : Claude D'Yd) : Mark, le psychiatre
  - Joanna Dunham (VF : Michèle Montel) : Alice Hillyer
- Waxworks
  - Peter Cushing (VF : René Bériard) : Philip Grayson
  - Joss Ackland (VF : Jean Berger) : Neville Rogers
  - Wolfe Morris : Le gérant du musée de cire
- Sweets to the sweet
  - Christopher Lee (VF : Jacques Thébault) : John Reid
  - Chloe Franks : Jane Reid
  - Nyree Dawn Porter : Ann Norton, la préceptrice
- The Cloak
  - Jon Pertwee (VF : Jean Martinelli) : Paul Henderson
  - Ingrid Pitt (VF : Paule Emanuele) : Carla Lynd
  - Richard Coe (VF : Bernard Murat) : M. Talmadge
  - Geoffrey Bayldon : Von Hartmann

## Commentaire
Dans un style propre au studios Amicus, le film narre quatre histoires fantastiques réunies par un élément commun : ici, une maison. 
Outre son économie au niveau décor, cette formule a l'avantage de rassembler, sur une même affiche, et à moindres frais, un nombre impressionnant de vedettes: Christopher Lee, Peter Cushing, Ingrid Pitt, Jon Pertwee, Denholm Elliott... pour ne citer qu'eux. 
On notera que le segment concernant l'acteur spécialisé dans les films de vampires fut confié, non pas à Christopher Lee, pourtant tout désigné, mais à Jon Pertwee, qui, lui, gagna sa notoriété en interprétant le troisième Doctor Who dans la mythique série télévisée. 
Le scénario se fonde en outre, comme souvent chez Amicus, sur des nouvelles écrites par l'auteur de Psychose, Robert Bloch.

## Autour du film

### Autour de la distribution
- Vincent Price fut d'abord envisagé pour interpréter le personnage de l'acteur cabotin, Paul Henderson.

- Christopher Lee est vu dans le film lisant son roman préféré, Le Seigneur des anneaux, quelque trente ans avant d'apparaître dans sa célèbre adaptation de Peter Jackson[1].

- Le personnage de Paul Henderson fait allusion, à un moment, aux grands noms du fantastique, opposant ironiquement Bela Lugosi à l'autre "nouveau gars", que tout le monde sait être Christopher Lee, également vedette du film.

- Peter Cushing, dont l'épouse, très malade, vivait ses derniers instants, ne put se libérer de son contrat sur ce film, comme il le souhaitait.

- L'acteur Tommy Wiseau a participé à un sketch hommage reprenant une partie du titre original, The House That Drips Blood on Alex (en), en 2010.

### Autour de la production
- Considérant le film d'une violence modérée, la censure anglaise, pourtant connue pour sa rigueur, ne jugea pas utile de lui accorder l'estampille "X", interdisant l'entrée aux mineurs. Paradoxalement, les auteurs du film, craignant pour sa crédibilité et les retombées au box office, durent insister pour obtenir ce "X".

## DVD
- France :

Le film est sorti sur le support DVD.
- La Maison qui tue (DVD-5 Keep Case) sorti le 6 février 2006 édité par Bach Films et distribué par Arcadès. Le ratio écran est au format 1.85:1 panoramique 4:3. L'audio est en Français 1.0 Dolby Digital uniquement. Pas de choix d'autres langues ni de sous-titres. En supplément le catalogue de l'éditeur. Il s'agit d'une édition Zone 2 Pal.
- La Maison qui tue (coffret bluray + DVD) sorti le 4 décembre 2018, édité et distribué par ESC Distributions sous forme de Mediabook (coffret combo avec livret intégré). Le ratio d'écran est au format 1.78:1, 16/9. L'audio est en DTS HD Master Audio Français 2.0 mono
et Anglais 2.0 mono, avec sous-titres français. L'encodage est zone B. En bonus, une rétrospective d'Amicus Productions en compagnie de Laurent Aknin, compositeur de musiques de films, et une entretien avec ce dernier.